# Union Kijów
Union Kijów (ukr. «Уніон» Київ) – ukraiński klub piłkarski z siedzibą w stolicy kraju, mieście Kijów, działający w latach 1913–1914.

## Historia
Chronologia nazw:
- 1913: Union Kijów (ukr. «Уніон» Київ, ros. «Унион» Киев)
- 1914: klub rozwiązano

Piłkarska drużyna Union została założona w Kijowie w 1913 roku przez pracowników Kijowskiej Towarzystwa Elektrycznego, organizowanego w 1900 roku, a głównymi akcjonariuszami byli Rosyjskie Energetyczne Towarzystwo Union i petersburski bankier D.S. Szereszewski.
Zespół w 1913 debiutował w pierwszej kategorii Kijowskiej Ligi, ale zajął ostatnie 6.miejsce. Po rozpoczęciu I wojny światowej klub został rozwiązany. Kijowskie Towarzystwo Elektryczne zostało zlikwidowane jako „wrogie”, a jego wyposażenie na wniosek Dumy Miejskiej przeszło na własność miasta w marcu 1916 roku.

## Sukcesy
- 6.miejsce mistrzostw Kijowa (1): 1913.